# التزام الدين المكفول

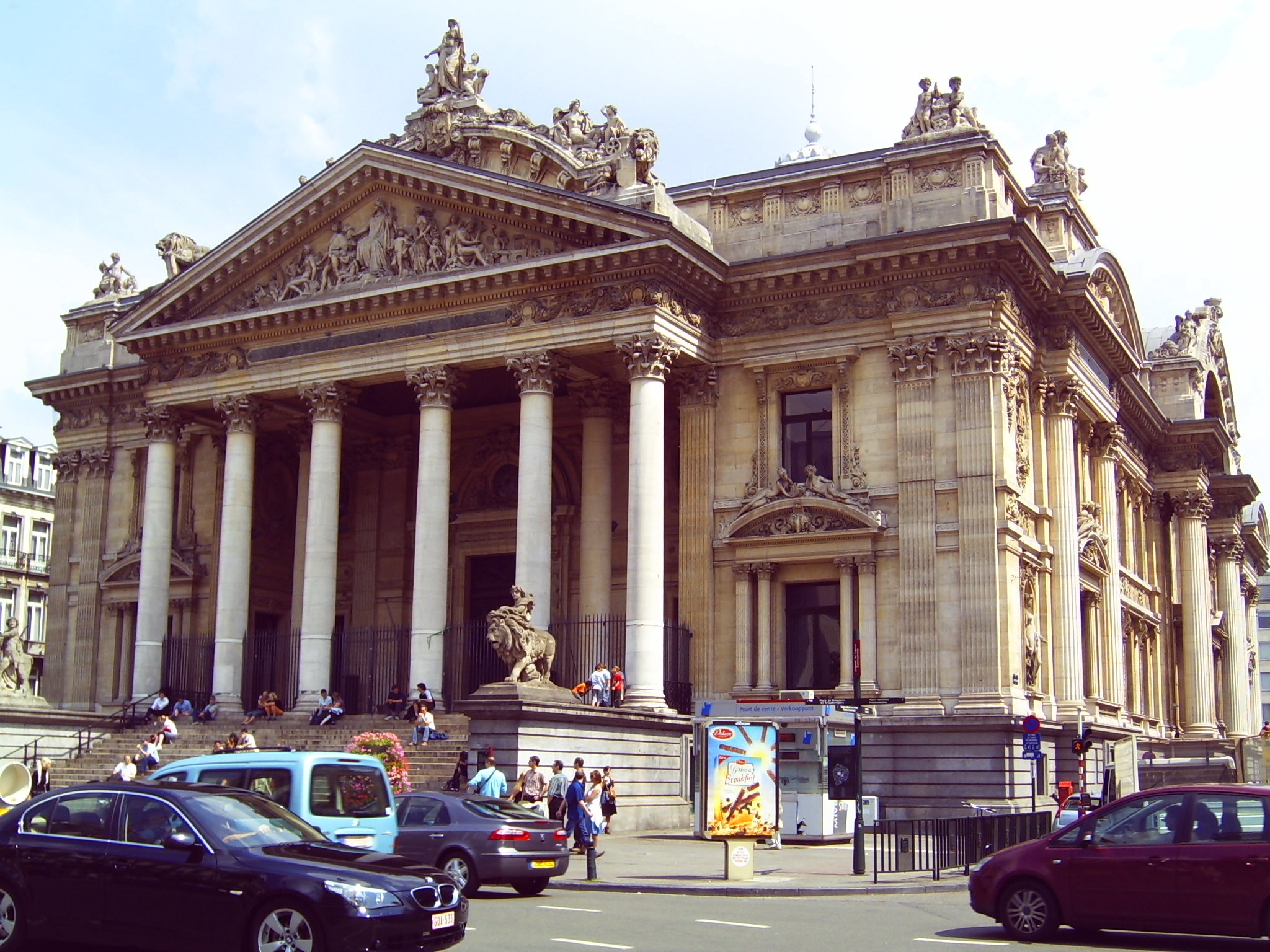
تحرير

التزام الدين المكفول هو نوع من السندات المنظمة المغطاة بأصول. نشأ هذا النوع من السندات ليكون وسيلة لأسواق دين الشركات، بعد عام 2002، أصبح التزام الدين المكفول وسيلة لإعادة تمويل السندات المغطاة بالرهن. ومثل كل سندات القطاع الخاص المحمية بأصول، يمكن أن ينظَر إلى التزام الدين المكفول على أنه وعد بالدفع للمستثمرين بتسلسل معلوم، مبني على تدفق النقد الذي يجمعه التزام الدين من مجامع السندات والأصول الأخرى التي يملكها. يتميز التزام الدين المكفول بأن خطر الائتمان فيه يقدَّر بناء على احتمال التخلف الذي يمكن حسابه من تصنيفات هذه السندات أو الأصول.
«تقطَّع» التزامات الدين المكفولة إلى أقسام تسمّى «شرائح»، «تجمع» هذه الشرائح تدفق النقد من الربح والمدفوعات لأصل الدين، بتسلسل مبني على الأقدمية. إذا تخلّفت بعض القروض وكان النقد الذي جمعه التزام الدين المكفول عاجزًا عن الدفع لكل المستثمرين، يخسر أصحاب أصغر الشرائح وأحدثها أوّلًا. آخر الشرائح خسارةً عند التخلف هي آمَن الشرائح وأقدمها. نتيجة لذلك، تختلف مدفوعات الأرباح ومعدلاتها باختلاف الشريحة، فصاحب أقدم شريحة وآمنها يتلقى أقل معدل ربح، وصاحب أدنى شريحة يتلقى أكبر معدل ربح، لتعويضه عن احتمال الخسارة الأكبر عند التخلف. مثال على ذلك: التزام دين مكفول يصدر هذه الشرائح حسب ترتيب الأمان: سنيور AAA، جونيور AAA، AA، A، BBB، والباقي.
تصدر عدة كيانات مختلفة لها أهداف خاصة التزام الدين المكفول وتدفع الربح للمستثمرين. مع تطور التزامات الدين المكفولة، جُمّعت الشرائح في ترتيب جديد، سُمّي «التزام الدين المكفول للتربيع»، أو «التزام الدين المكفول لالتزام الدين المكفول»، أو «التزام الدين المكفول الملفَّق».
في أوائل العقد الأول من القرن الواحد والعشرين، كان الدين الذي تغطيه التزامات الدين المكفول متنوّعًا، ولكن في 2006–2007، عندما نما سوق التزامات الدين المكفولة مئات مليارات الدولارات، تغير هذا الأمر. أصبحت ضمانات التزامات الدين المكفولة يسود عليه الخطر العالي (BBB أو A)، من شرائح أعيد تدويرها من سندات أخرى محمية بالأصول، تكون أصولها عادة رهونًا عقارية عالية المخاطر. سمّيت هذه الالتزامات «المحرّك الذي يحرّك سلاسل عرض الرهون»، للرهون العقارية عالية المخاطر، ونُسب إليه أنه يعطي المقرضين دافعًا ليصنعوا رهونًا عالية المخاطر، وهو ما قاد إلى أزمة الرهون عالية المخاطر 2007-2009.

## تاريخ السوق

### بداياته
في عام 1970، أصدر ضامن الرهون جيني ماي، الذي تدعمه الحكومة الأمريكية، أول سند محمي بالرهن، بناءً على رهون إدارة الإسكان الفدرالية ووزارة شؤون المحاربين القدماء. ضمنت جيني ماي هذه السندات. كان هذا سلَف التزامات الدين المكفولة التي أُنشئت بعد عقود. في عام 1971/ أصدر فريدي ماك أول شهادة اشتراك بالرهن. كان هذا أول سند محمي برهن مصنوع من رهون عادية. خلال سبعينيات القرن العشرين، بدأت الشركات الخاصة تسنيد أصول الرهون بصناعة مجامع رهون خاصة.
في عام 1974، فرض قانون فرصة الائتمان المتساوية في الولايات المتحدة عقوبات شديدة على المؤسسات التي ثبت تورطها في التمييز على أساس العرق أو اللون أو الدين أو الأصول الوطنية أو الجنس أو الحالة الاجتماعية أو العمر. قاد هذا إلى سياسة مفتوحة أكثر في إعطاء الديون (بعضها عالي المخاطر) من جهة البنوك، يضمنها في معظم الأحوال فاني ماي وفريدي ماك. في عام 1977، طُبّق قانون إعادة استثمار المجتمع لمعالجة التمييز التاريخي في الإقراض، مثل «الخط الأحمر». شجّع القانون البنوك التجارية وجمعيات التوفير على تلبية حاجات المستقرضين في كل قطاعات مجتمعاتهم، وأن يشمل ذلك الأحياء متدنية الدخل ومتوسطته (الذين كان من قبل يُنظَر إليهم على أنهم محلّ خطر كبير على قروض الإسكان).
في عام 1977، بدأ بنك الاستثمار الإخوة سالومون سندات محمية بالرهن في القطاع الخاص، أي سندات لا تحوي رهونًا من شركة تمولها الحكومة. ولكن، أخفقت هذه السندات في السوق. بعد ذلك، استثمر لويس رانيري (سالومون)، ولاري فنك (فيرست بوستن) في فكرة التسنيد، وجُمعت رهون كثيرة وقُطّعت هذه المجامع إلى شرائح، تُباع كل منها على حدة لمستثمرين مختلفين. جُمّعت كثير من هذه الشرائح معًا بعد ذلك، ليصبح اسمها التزامات الدين المكفولة.
أول التزام دين مكفول أصدره بنك خاص كان عام 1987 إذ أصدره بنك دركسل برنهام لامبرت، المغلَق اليوم، لجمعية التوفير الإمبريالية، التي أيضًا لم تعد موجودة اليوم. في تسعينيات القرن العشرين، كانت ضمانات التزامات الدين المكفولة شركات وأسواق صاعدة وقروض مصرفية. بعد عام 1998، تطورت التزامات دين مكفولة «متعددة القطاعات» على يد شركة برودنشال سيكيوريتيز، ولكن التزامات الدين المكفولة بقيت غامضة حتى عام 2000. في عام 2002 و2003، انتكست التزامات الدين المكفول عندما أُجبرت وكالات التصنيف على «تخفيض مئات» السندات، ولكن مبيعات التزامات الدين المكفولة نمت، من 69 مليار دولار في عام 2000 إلى 500 مليار دولار عام 2006. من عام 2004 إلى 2007، أُصدرت التزامات دين مكفولة بقيمة 1.4 تريليون دولار.
كانت التزامات الدين المكفولة المبكرة منوَّعة، ويمكن أن تحوي أي شيء من قروض معدات الطائرات، وقروض الإسكان المصنَّع، إلى قروض الطلاب أو ديون بطاقات الائتمان. كان تنويع المستقرضين في هذه «الالتزامات متعددة القطاعات» عرضًا فريدًا للبيع، لأنه يعني أنه إذا انحدرت بعض الصناعات كصناعة الطائرات وتُخُلّف عن قروضها، فستبقى صناعات أخرى كالإسكان قائمة غير متأثرة. ومما يحث على شرائها أيضًا أنها كانت تقدم عوائد أعلى بـ 2-3 بالمئة من سندات الشركات التي لها نفس تقييم الائتمان.

#### تفسيرات النمو
- فوائد التسنيد – كان لبنوك الإيداع دافع ليسنّدوا القروض التي صنعوها – عادةً على شكل التزامات دين مكفولة، لأن هذا يزيل القروض من سجلاتهم. إن نقل هذه القروض (مع أخطارها) إلى المستثمرين المشترين للسندات مقابل النقد، يجدد رؤوس أموال المصرف. مكّن هذا البنوك من أن تبقى ملتزمة بقوانين رؤوس الأموال وهي في الوقت نفسه تُقرض مرة أخرى وتولّد رسوم استحداث القروض.
- الطلب العالمي على الاستثمارات ثابتة العوائد، من عام 2000 إلى 2007، تضاعف الطلب العالمي على استثمارات الدخل الثابت (أي الاستثمار في سندات الشركات والسندات المحافظة الأخرى) تقريبًا ليصبح 70 تريليون دولار، أما معروض الاستثمارات الآمنة نسبيًّا، المولّدة للعوائد، فلم ينم بالسرعة نفسها، وهو ما أدى إلى زيادة أسعار السندات وفي الوقت نفسه خفّض معدلات الربح. استجابت بنوك الاستثمار في وول ستريت إلى هذا الطلب بابتكارات مالية مثل السندات المغطاة بالرهن والتزامات الدين المكفولة، التي كان لها تقييمات آمنة من جهة وكالات تقييم الائتمان.[32][33]
- انخفاض معدلات الربح، الخوف من الانكماش، وانفجار فقاعة الإنترنت (دوت كوم) وركود اقتصاد الولايات المتحدة، وكانت معدلات ربح العجز التجاري في الولايات المتحدة أدناها عالميًّا من 2000 إلى 2004–5، حسب الاقتصادي مارك زاندي. أنشأ انخفاض ربح سندات الخزانة الأمريكية طلبًا من جهة المستثمرين العالميين على التزامات دين مكفولة مضمونة برهون عالية المخاطر، تكون لها عوائد عالية وتقييمات ائتمان تكافئ تقييمات الخزانة الأمريكية. سبب طلب المستثمرين العالميين للربح شراء الكثير منهم لالتزامات الدين المكفولة، ولكنهم عاشوا ليندموا بعد ذلك على ثقتهم بتقييمات وكالات تقييم الائتمان.[34][35]
- نماذج التسعير - نماذج كوبولا الغاوسية، التي أصدرها ديفيد إكس. لي عام 2001، وسمحت بتسعير التزامات الدين المكفولة.[36][37]